# Храм Святої Ксенії Римлянки
Храм Святої Ксенії Римлянки — храм 2-го міського (лівобережного) благочиння Дніпропетровська єпархія УПЦ (МП), що розташовано на території Дніпропетровської обласної психіатричної лікарні у Ксенівці та Новій Ігрені в Самарському районі міста Дніпро. Розташована по вулиці Бехтерева, 1.

## Історія
Свято-Ксеніївський храм був зведений невдовзі після відкриття сучасної Дніпропетровської обласної психіатричної лікарні, що налічує понад 100 років віку.
За переказами храм будував благочестивий християнин купець Жиров, дочка якого Ксенія, лікувалася у цій лікарні. Побудовану церкву освятили в честь святої преподобної Ксенії Римлянки.
Храм мав незвичайну архітектурну форму ротонди з примикаючими з чотирьох сторін одноповерховими корпусами у формі хреста. Висота храму була 8 метрів в купольной частини розташовувався зенітний ліхтар.
З 1918 року храм було закритий й використовувався для господарських потреб лікарні, — в ньому розташовувалася конференц-зала. У запустінні храм перебував весь період радянської влади.

### Відновлення храму
Відродження храму було покладено на початку 1990-х років, православним священиком й лікарем психіатричної лікарні Євгеном Борисовим. Приміщення храму було відремонтовано та впорядковано.
Березні 1998 храм було освячено архієпископом Дніпропетровським і Павлоградським Іринеєм. Храму була повернута історична назва на честь Ксенії Римлянки.
З липня 2000 року громаду очолив ієрей Роман Романенко. За короткі строки були проведені широкомасштабні реставраційні роботи назовні.
На 2001—2002 роках силами громади розпочалася будівництво надбрамної дзвіниці, для якої було придбано 7 дзвонів. До кінці 2002 року почалася розпис стін храму.
При храмі працює православна бібліотека фонд якою становить більш 1000 книг, створено молодіжний хор, працює паломницька служба.